# Servië op het Türkvizyonsongfestival
Servië neemt sinds de derde editie in 2015 onafgebroken deel aan het Türkvizyonsongfestival. Het land heeft in totaal 2 keer deelgenomen aan het festival.
Ondanks dat de deelname steeds vermeld wordt als 'Servië', vertegenwoordigt de omroep enkel het Servische deel van de regio Sandžak. Deze regio, die bestaat voor een groot stuk bestaat uit Bosniërs, ligt op de grens met Montenegro

## Geschiedenis

### 2015
Eind november 2015 maakte de omroep RTV Novi Pazar bekend namens het Servische deel van de Sandžakregio te zullen deelnemen aan het festival. Almedin Varošanin werd intern uitgekozen. Zijn inzending werd het Servische lied Trag. Voor het eerst was er geen halve finale op het Türkvizyonsongfestival, maar traden alle 21 deelnemers aan in één grote finale. Servië moest als 18de aan de bak na de inzending van Roemenië en voor Syrië. Varošanin kreeg 140 punten en eindigde vijftiende.

### 2016
De Servische omroep maakte bekend dat het land ook zou deelnemen aan de vierde editie in 2016 die opnieuw in Istanboel georganiseerd zou worden. Begin december werd het festival echter verplaatst naar maart 2017 en zou de organisatie in handen komen van de Kazachse omroep. Uiteindelijk werd ook deze datum verschoven naar september 2017 en nadien geannuleerd. De omroep had intern reeds een kandidaat geselecteerd om het land te vertegenwoordigen, maar wie dat was, was nog niet bekend op het moment dat het festival gecanceld werd.

### 2020
Bij de heropstart van het festival in 2020 was Servië opnieuw van de partij. De omroep besloot om de inzending intern te kiezen. De keuze viel op Haris Skarep. Omwille van de coronapandemie vond het festival online plaats en moesten alle deelnemers hun inzending op voorhand opnemen. Skarep kwam als zestiende aan de beurt en sloot de avond met een dertiende plaats af in de middenmoot.

## Servische deelnames
| Jaar | Artiest           | Titel            | Fin. | Ptn. | Semi | Ptn. | Taal     |
| ---- | ----------------- | ---------------- | ---- | ---- | ---- | ---- | -------- |
| 2015 | Almedin Varošanin | Trag             | 15   | 140  |      |      | Servisch |
| 2020 | Haris Skarep      | Doživotno osuđen | 13   | 178  |      |      | Servisch |

| Kleur | Betekenis      |
| ----- | -------------- |
|       | Eerste plaats  |
|       | Tweede plaats  |
|       | Derde plaats   |
|       | Laatste plaats |
|       | Gastland       |